# Clement Cazalet
Pour les articles homonymes, voir Cazalet.
Clement Haughton Langston Cazalet (né le 16 juillet 1860 et mort le 23 mars 1950) est un joueur britannique de tennis, médaillé de bronze aux Jeux olympiques d'été de 1908 à Londres en double messieurs avec Charles Dixon.

## Palmarès (partiel) Charles Dixon

### Titre en double
|   | Date | Nom et lieu du tournoi         | Cat.    | ($) | Surf.        | Partenaire    | Finalistes                 | Score   |
| 1 | 1908 | Jeux olympiques d'été, Londres | Olympic | 0   | Gazon (ext.) | Charles Dixon | Max Decugis Maurice Germot | Forfait |